# 中華民國陸軍航空特戰指揮部
陸軍航空特戰指揮部，簡稱陸軍航特部、航特部、或航特，為中華民國陸軍的航空（武裝直升機、運輸機）與特戰（傘兵）部隊，總編制兵力員額約10,387人；前身為陸軍空降特戰司令部。 在現今陸軍戰略作戰的型態中，陸軍航空部隊相比陸軍地面部隊日顯重要性，自第六任航特部指揮官起，每任航特部指揮官皆能直接升任陸軍副司令。

## 沿革
1944年1月1日中華民國陸軍在雲南省昆明市成立「陸軍傘兵第一團」，1958年3月1日中華民國陸軍在臺灣省桃園縣龍潭鄉成立「陸軍特種部隊司令部」。
1974年4月1日，為統一指揮體系，「陸軍空降司令部」與「陸軍特種作戰司令部」併編成立「陸軍空降特戰司令部」（空特部）。
1979年10月執行「靖安專案」，納編「陸軍航空指揮部暨航空訓練中心」。
1999年10月1日因應精實案，改編為「陸軍航空特戰司令部」（航特部）。
2006年2月16日因應《國防部組織法》規定，改稱為「陸軍航空特戰指揮部」。
2023年10月1日航特部所屬谷關特戰訓練中心、屏東空降訓練中心，移編陸軍教育訓練暨準則發展指揮部。

## 編階
航特部設一席中將和七席少將共八位將官編制，是軍團級單位，和陸軍司令部三大軍團—第六軍團、第八軍團、第十軍團為同一階級。
- 指揮官 中將 一位
  - 副指揮官 少將 一位
參謀長 少將 一位
    - 副參謀長 上校 一位

政戰主任 少將 一位
    - 政戰副主任 上校 一位

- 陸軍航空第六〇一旅 旅長 一位 少將
- 陸軍航空第六〇二旅 旅長 一位 少將
- 陸軍飛行訓練指揮部 指揮官 一位 少將
- 陸軍特種作戰指揮部 指揮官 一位 少將
- 空降訓練中心 指揮官 一位 上校
- 特戰訓練中心 指揮官 一位 上校

## 組織
- 陸軍航空特戰指揮部（駐臺灣臺南市歸仁區）—「武漢部隊」

- 直屬單位：
  - 行政排
  - 憲兵排
  - 101兩棲偵察營（駐臺灣省澎湖縣西嶼鄉、福建省連江縣南竿鄉及福建省金門縣）—「海龍蛙兵」或「成功隊」，取其「不成功，便成仁」之含義。
  - 空運作戰隊（駐臺灣臺南市歸仁區，CH-47）

配屬單位：
  - 陸軍特種作戰指揮部（駐臺灣桃園市龍潭區）—「天龍部隊」
    - 本部連
    - 狙擊連
    - 通信資訊作業連
    - 高空特種勤務中隊（駐臺灣省屏東縣內埔鄉）—「涼山特勤隊」。
    - 特戰第一營（營部連＋特戰連×3）
    - 特戰第二營（營部連＋特戰連×3）
    - 特戰第三營（營部連＋特戰連×3）
    - 特戰第四營（營部連＋特戰連×3）
    - 特戰第五營（營部連＋特戰連×3）

  - 陸軍航空第六〇一旅（駐臺灣桃園市龍潭區）—「龍城部隊」，主要防守北臺灣。陸軍航空第601旅編制兵力2,124人。
    - 旅部連
    - 通資航管連
    - 警衛連
    - 第1攻擊作戰隊(AH-64)
    - 第2攻擊作戰隊(AH-64)
    - 戰搜作戰隊(OH-58D)
    - 突擊作戰隊(UH-60)
    - 飛機保修廠

  - 陸軍航空第六〇二旅（駐臺灣臺中市新社區）—「龍翔部隊」，主要防守中臺灣。陸軍航空第602旅編制兵力2,148人。
    - 旅部連
    - 通資作業連
    - 警衛連
    - 第1攻擊作戰隊(AH-1W)
    - 第2攻擊作戰隊(AH-1W)
    - 戰搜作戰隊(OH-58D)
    - 突擊作戰隊(UH-60)
    - 飛機保修廠

  - 陸軍飛行訓練指揮部（駐臺灣臺南市歸仁區）—「飛鷹部隊」，平時作為策畫執行訓練單位，戰時就地轉換為陸軍航空第六〇三旅，支援各作戰區作戰。[6]
  - 空降訓練中心（駐臺灣省屏東縣屏東市大聖西營區）[7]
    - 勤務連
    - 傘具整備連（2019年7月1日更銜[8]）
    - 空投連
    - 導航排
    - 傘教組（神龍小組屬任務編組，非常設編制）
    - 學員生營

  - 特戰訓練中心（駐臺灣臺中市和平區麗陽營區）
    - 勤務連
    - 特43連（反恐連）
    - 學員生營

## 裝備
陸軍航空特戰指揮部於1992年購買42架AH-1W超級眼鏡蛇攻擊直升機，1997年再度購買21架AH-1W，共擁有63架AH-1W，但在1999年7月17日、2008年7月16日失事折損2架AH-1W 。目前擁有61架AH-1W，編成兩個攻擊直升機營，編制於陸軍航空第601旅（駐守桃園市）與陸軍航空第602旅（駐守臺中市）。
陸軍航空特戰指揮部於2010年購買30架AH-64E阿帕契攻擊直升機，已經在2013年11月底全部抵達臺灣，但在2014年4月25日失事墜毀1架，目前擁有29架。AH-64E阿帕契攻擊直升機編成兩個攻擊直升機營隸屬陸軍航空第601旅，另外編制30架UH-60M黑鷹通用直升機。
陸軍航空特戰指揮部有37架OH-58奇奧瓦偵察直升機，分別部署至陸航601旅、602旅，以及飛訓部三地。
| 型號                   | 產地     | 種類           | 數量 | 備註                                                                                 |
| ---------------------- | -------- | -------------- | ---- | ------------------------------------------------------------------------------------ |
| AH-1W攻擊直升機        | 美国     | 攻擊直升機     | 61架 | 服役中，原有63架，2架分別於1999、2008年墜毀                                          |
| AH-64E攻擊直升機       | 美国     | 攻擊直升機     | 29架 | 服役中，原有30架，1架於2014年墜毀                                                    |
| CH-47SD運輸直升機      | 美国     | 運輸直升機     | 8架  | 服役中，原有9架，1架於2008年墜毀。                                                   |
| OH-58D偵察直升機       | 美国     | 攻擊偵蒐直升機 | 37架 | 服役中，原39架，2架分別於2001（編號613）、2020年（編號616）墜毀。                    |
| TH-67 克里克教練直升機 | 美国     | 訓練直升機     | 30架 | 訓練與運輸用，其中10架為TH-67IFR，20架為TH-67VHR。                                   |
| UH-60M黑鷹直升機       | 美国     | 通用直升機     | 30架 | 原60架，其中15架移交內政部空中勤務總隊（1架折損）和15架移交給中華民國空軍（1架折損） |
| SC-09A 4WD特戰突擊車   | 中華民國 | 四輪突擊車     | 56輛 | 福特Escape 2.3休旅車底盤，由國內民間車商改裝，配賦特戰營使用。                       |

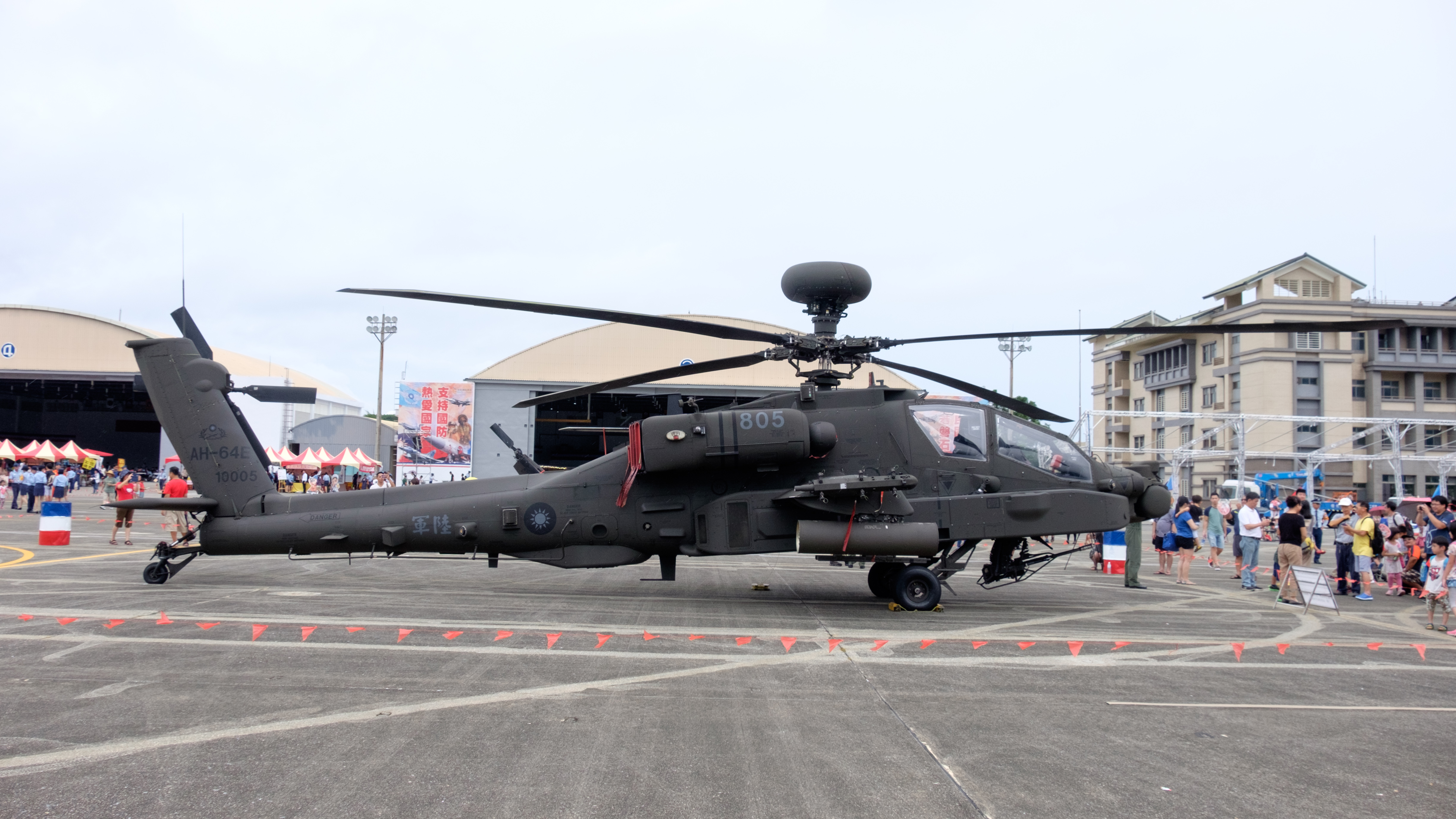
AH-64E守護神阿帕契攻擊直升機
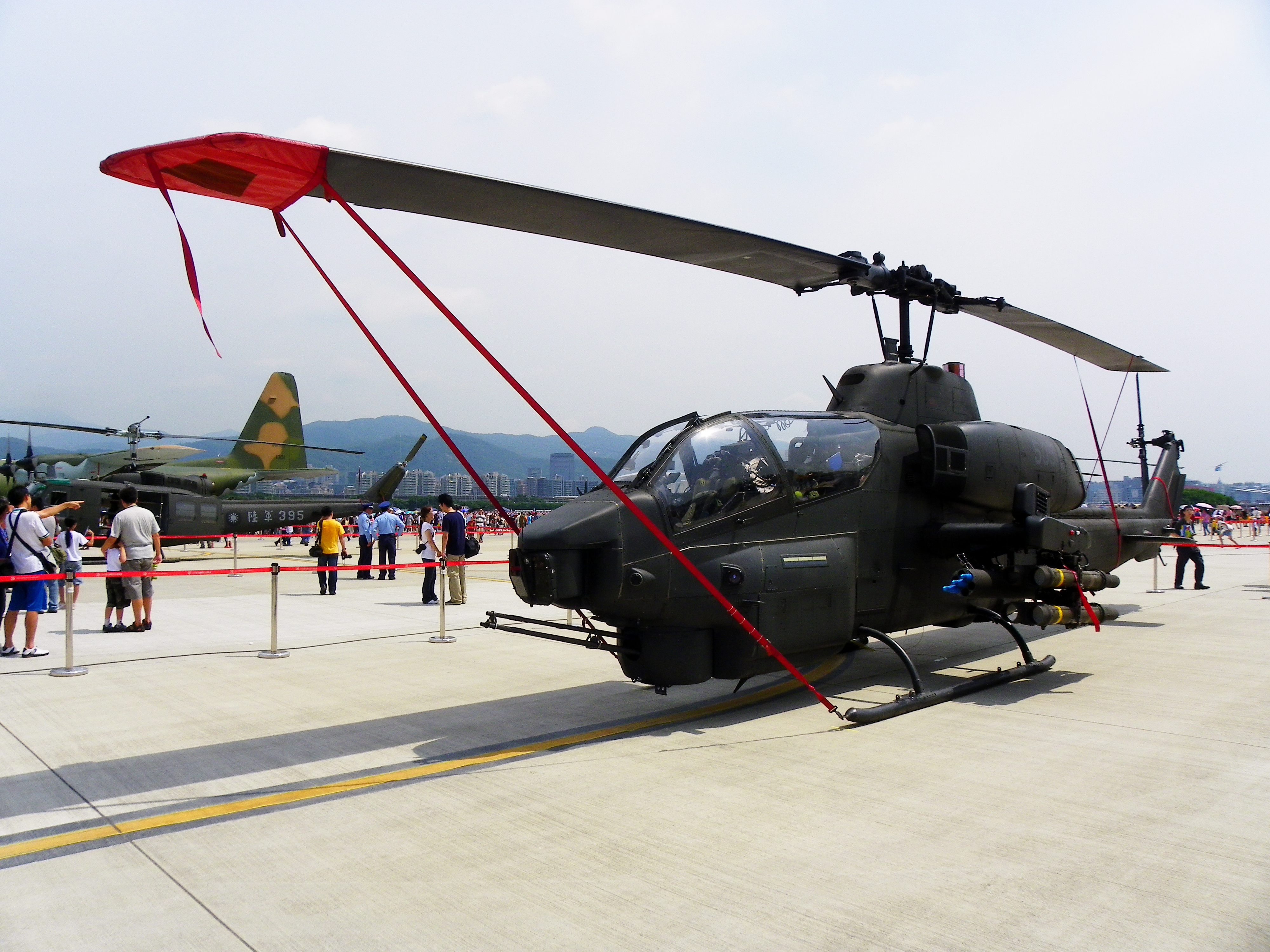
AH-1W超級眼鏡蛇攻擊直升機
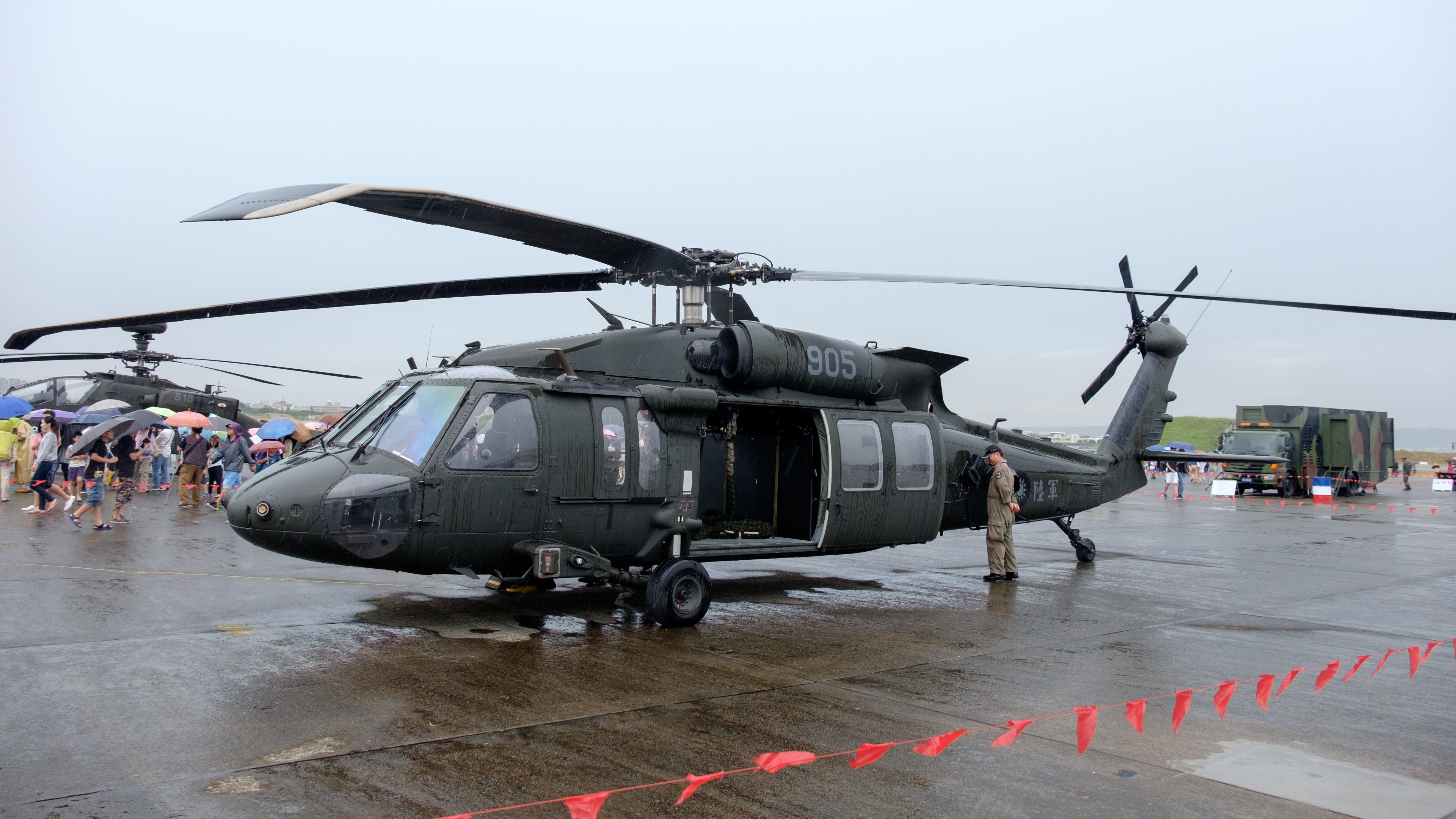
UH-60M黑鷹直升機
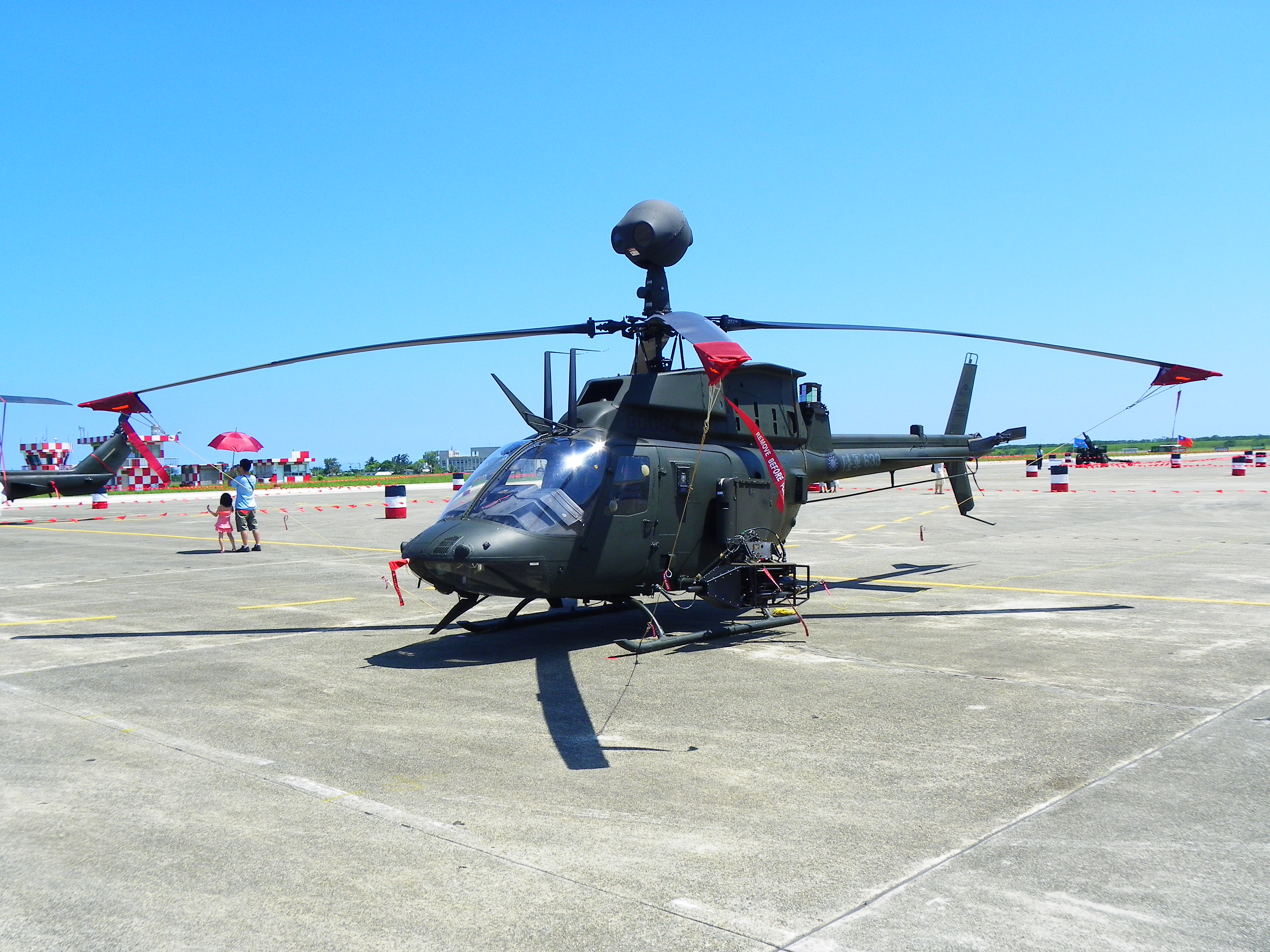
OH-58D奇奧瓦戰士戰搜直升機
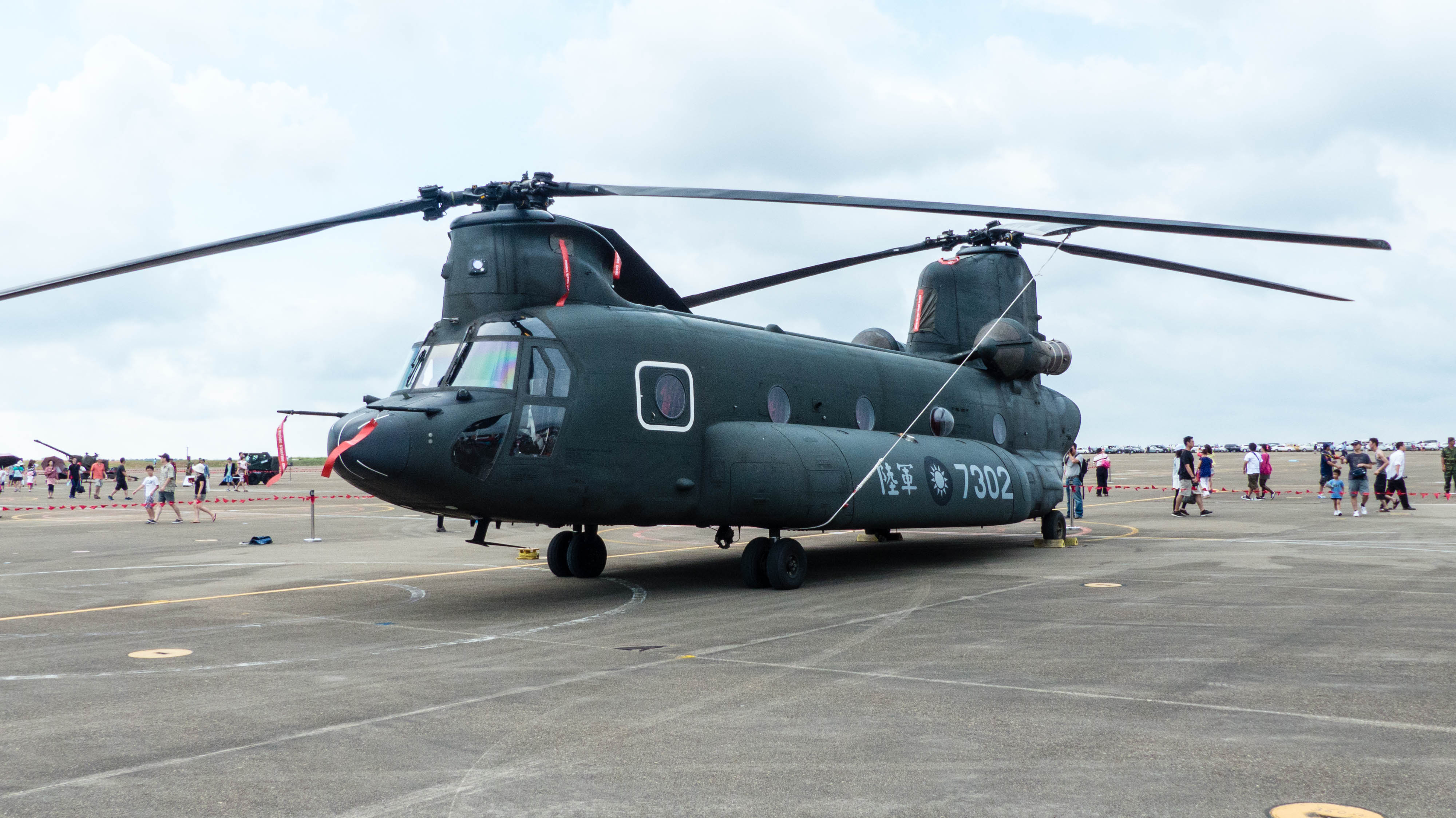
CH-47SD契努克運輸直升機
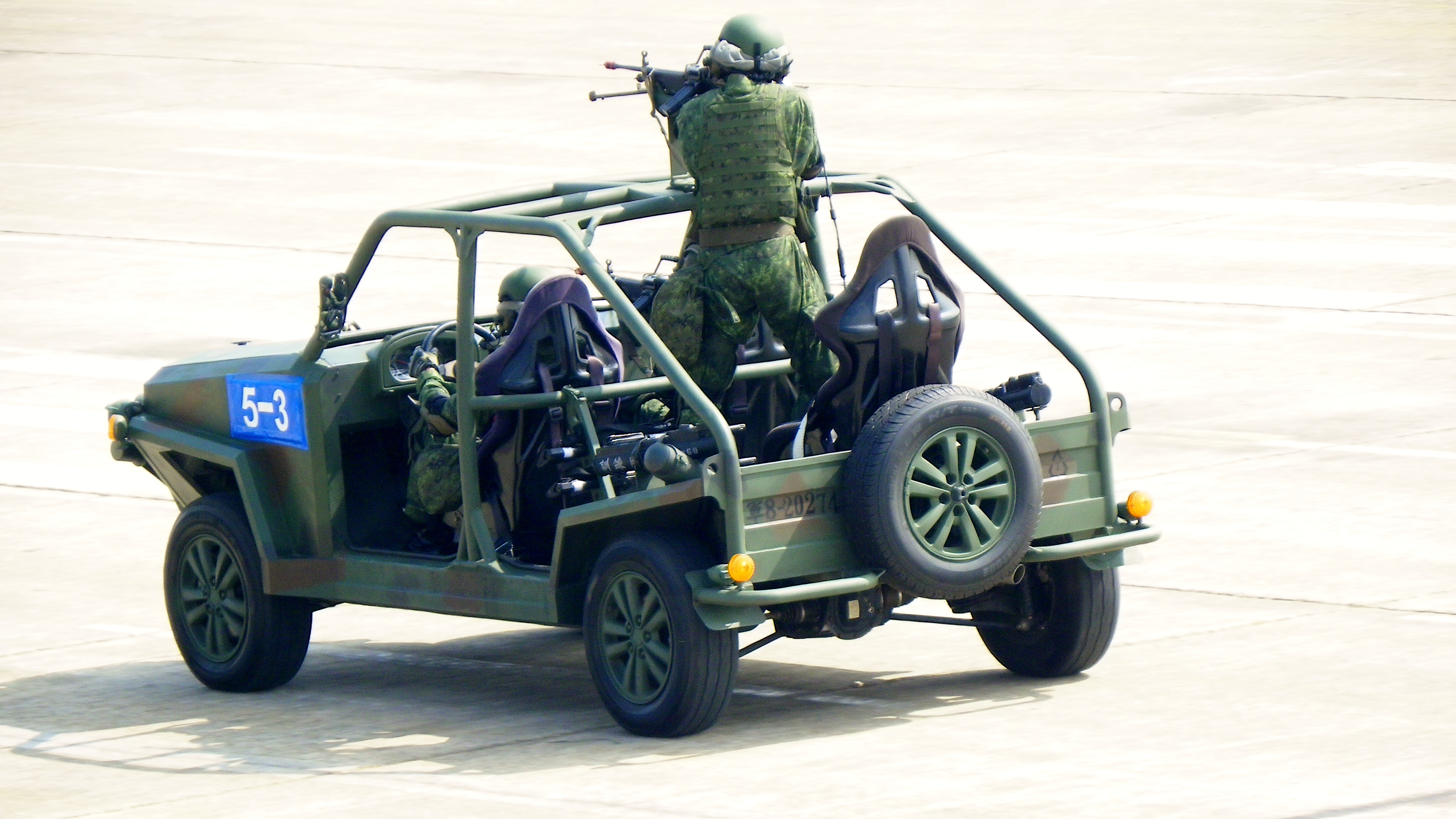
SC-09A 4WD特戰突擊車
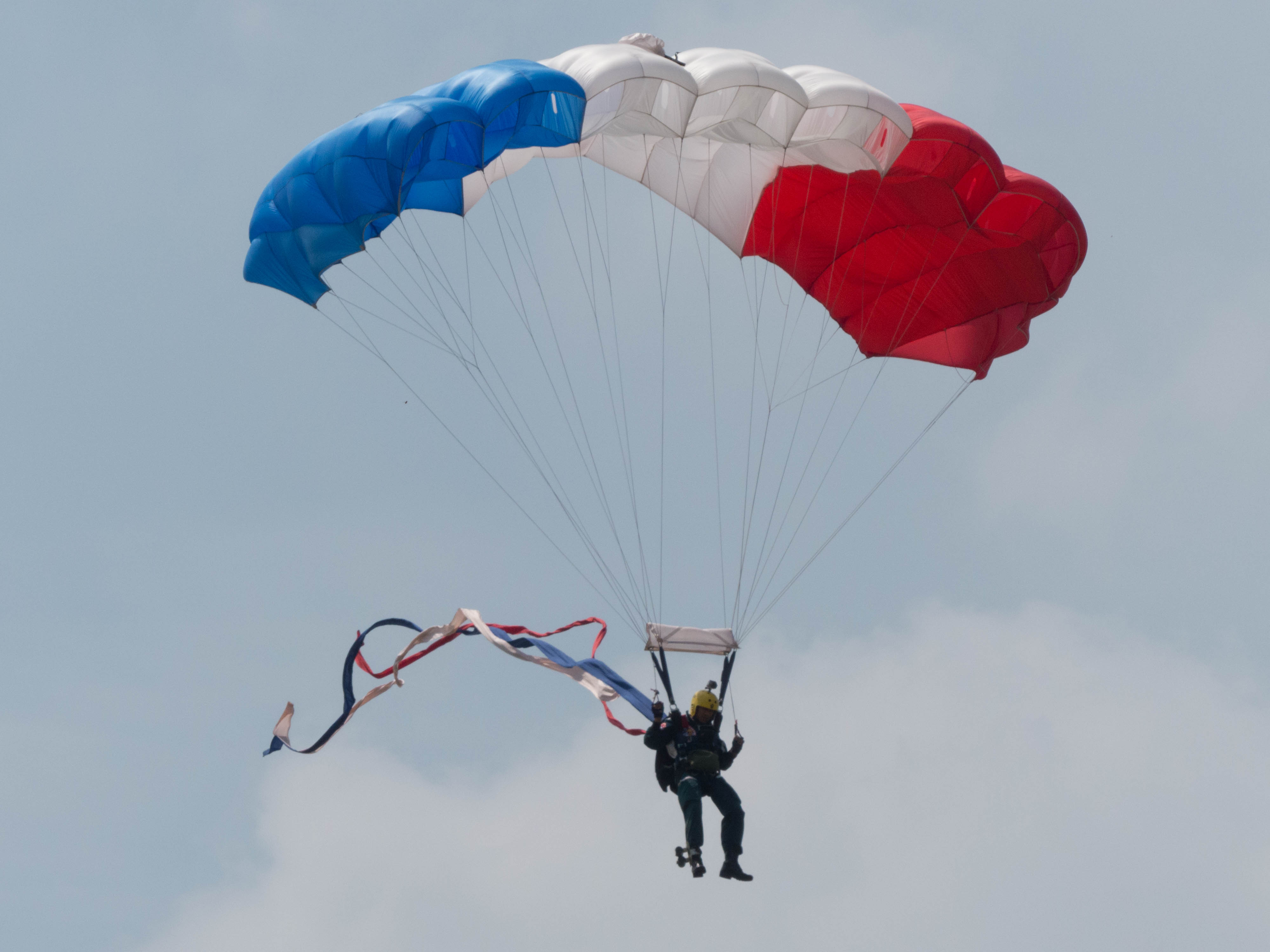
神龍小組傘兵
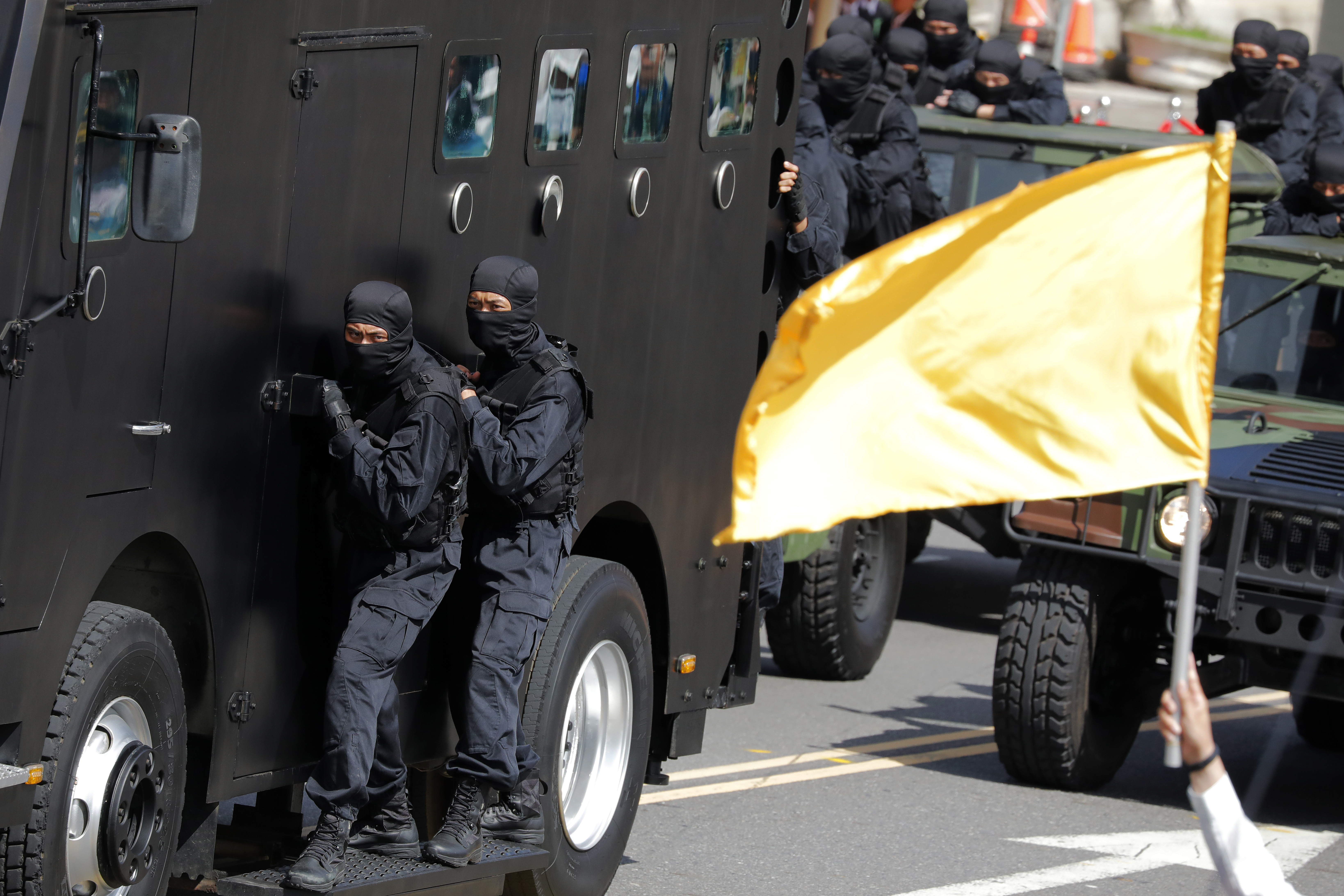
高空特種勤務中隊特種兵
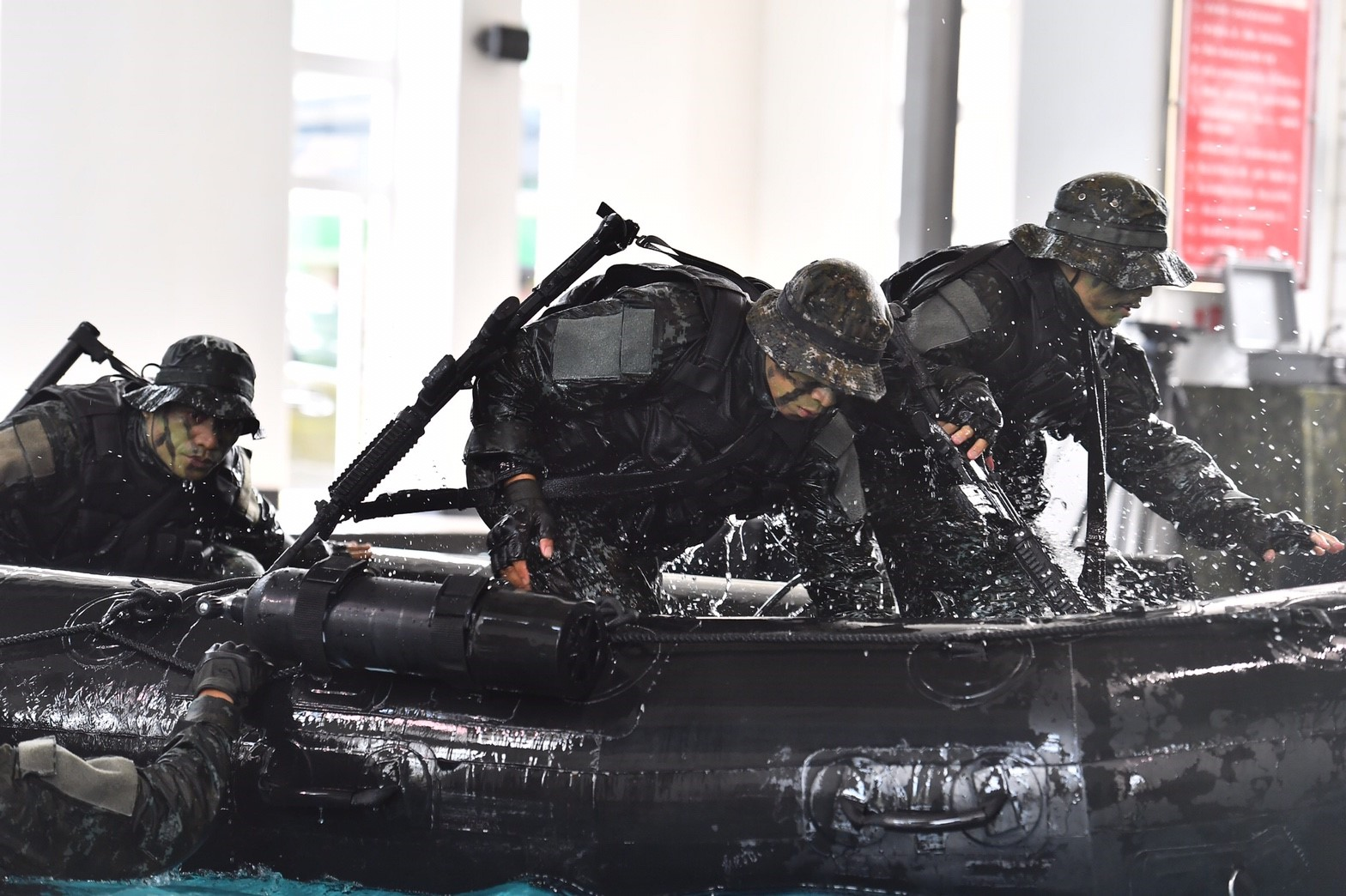
101兩棲偵察營特種兵

## 相關作品

### 電視劇
- 民視《新兵日記之特戰英雄》（2011年）

## 歷任指揮官
| 陸軍航空特戰指揮部指揮官 | 陸軍航空特戰指揮部指揮官 | 陸軍航空特戰指揮部指揮官 | 陸軍航空特戰指揮部指揮官 | 陸軍航空特戰指揮部指揮官             | 陸軍航空特戰指揮部指揮官     | 陸軍航空特戰指揮部指揮官 | 陸軍航空特戰指揮部指揮官 |
| 任次                     | 圖像                     | 姓名                     | 軍種軍階                 | 畢業年班                             | 任期                         | 備註 |                          |
| ------------------------ | ------------------------ | ------------------------ | ------------------------ | ------------------------------------ | ---------------------------- | --- | ------------------------ |
| 1                        |                          | 顏至成                   | 陸軍中將                 | 陸軍官校正43期                       | 2006年2月16日－2006年7月31日 | 航空兵出身 |                          |
| 2                        |                          | 王國強                   | 陸軍中將                 | 陸軍官校正47期                       | 2006年8月1日－2009年1月31日  | 特戰兵出身 空降特戰司令部七一旅步一營少校副營長、七一旅步三營中校營長 高空特勤中隊中校中隊長 陸軍步兵七○○旅上校旅長、陸軍步兵一九五旅少將旅長 陸軍摩步二六九旅少將旅長 |                          |
| 3                        |                          | 張怒潮                   | 陸軍中將                 | 陸軍官校正44期                       | 2009年2月1日－2011年2月28日  | 航空兵出身 |                          |
| 4                        |                          | 潘其岳                   | 陸軍中將                 | 陸軍官校正47期                       | 2011年3月1日－2014年8月31日  | 航空兵出身 首位由裝甲兵士官出身升到飛行將官者 |                          |
| 5                        |                          | 陳健財                   | 陸軍中將                 | 陸軍官校專1期 長榮大學經營管理所碩士 | 2014年9月1日－2015年4月8日   | 航空兵出身 因李蒨蓉參觀阿帕契事件遭撤職 2015年4月9日調任陸軍司令部委員 2015年8月1日退伍                                                                                |                          |
| 代理                     |                          | 張道初                   | 陸軍少將                 | 陸官正54期                           | 2015年4月9日－2015年4月30日  | 特戰兵出身 空降特戰司令部七一旅步二營中校營長 空降訓練中心上校指揮官 特戰指揮部少將指揮官 航特部少將副指揮官暫代指揮官 接任中原大學軍訓室主任兼學務處副學務長          |                          |
| 代理                     |                          | 黃國明                   | 陸軍中將                 | 陸軍官校專2期                        | 2015年5月1日－2015年7月19日  | 航空兵出身 陸軍司令部副督察長代理指揮官 |                          |
| 6                        |                          | 黃國明                   | 陸軍中將                 | 陸軍官校專2期                        | 2015年7月20日－2017年4月30日 | 真除代理指揮官 陸軍副司令 |                          |
| 7                        |                          | 何啟鎮                   | 陸軍中將                 | 陸軍官校專5期                        | 2017年5月1日－2022年2月15日  | 航空兵出身 陸軍副司令 |                          |
| 8                        |                          | 張台松                   | 陸軍中將                 | 陸軍官校專10期                       | 2022年2月16日－2025年2月15日 | 航空兵出身 後任陸軍副司令 |                          |
| 9                        |                          | 楊承華                   | 陸軍中將                 | 建國高中 陸軍官校82年班              | 2025年2月16日－              | 航空兵出身 航特部601旅少將旅長 總統府警衛室外衛少將主任 |                          |